# Червезина
Червезѝна (на италиански: Cervesina; на ломбардски: Savseina, Савъзейна) е село и община в Северна Италия, провинция Павия, регион Ломбардия. Разположено е на 72 m надморска височина. Населението на общината е 1240 души (към 2017 г.).